# Coupe du monde de natation FINA 2010
Navigation
Édition 2009 Édition 2011
L'édition 2010 de la Coupe du monde de natation FINA, la 21e, se dispute durant les mois de septembre, octobre et novembre.
Les étapes programmées sur les continents sud-américain, asiatique et européen sont au nombre de 7, deux de plus, par rapport à Coupe du Monde.
Cette édition est sponsorisée par l'équipementier français Arena.

## Étapes
| Dates              | Lieu           | Résultats |
| ------------------ | -------------- | --------- |
| 10 au 12 septembre | Rio de Janeiro | [ 2 ]     |
| 12 au 13 octobre   | Pékin          | [ 3 ]     |
| 16 au 17 octobre   | Singapour      | [ 4 ]     |
| 20 au 21 octobre   | Tokyo          | [ 5 ]     |
| 30 au 31 octobre   | Berlin         | [ 6 ]     |
| 2 au 3 novembre    | Moscou         | [ 7 ]     |
| 6 au 7 novembre    | Stockholm      | [ 8 ]     |

## Notation Coupe du monde
À chacune des étapes du circuit 2010 de la Coupe du monde, la table de notation FINA est utilisée afin de classer l'ensemble des performances réalisées lors de la réunion sportive. Les 10 meilleurs nageurs et les 10 meilleurs nageuses se voient attribuer des points, selon le tableau ci-dessous. Par ailleurs, des points de bonus sont attribués pour un record du monde battu (20 points) ou égalé (10 points) et les points obtenus lors de l'étape suédoise sont doublés.
| Classement Points FINA | Points attribués Coupe du monde |
| ---------------------- | ------------------------------- |
| 1                      | 25                              |
| 2                      | 20                              |
| 3                      | 16                              |
| 4                      | 13                              |
| 5                      | 10                              |
| 6                      | 7                               |
| 7                      | 5                               |
| 8                      | 3                               |
| 9                      | 2                               |
| 10                     | 1                               |

## Classement

### Hommes
| Place | Nom                   | Nationalité    | Points attribués | Points attribués | Points attribués | Points attribués | Points attribués | Points attribués | Points attribués | Total |
| Place | Nom                   | Nationalité    | RIO              | PEK              | SIN              | TOK              | BER              | MOS              | STO              | Total |
| ----- | --------------------- | -------------- | ---------------- | ---------------- | ---------------- | ---------------- | ---------------- | ---------------- | ---------------- | ----- |
| 1     | Thiago Pereira        | Brésil         | 25               | 25               | 25               | 13               | 25               | 25               | 40               | 178   |
| 2     | Darian Townsend       | Afrique du Sud | -                | 20               | 16               | 7                | 13               | 20               | 50               | 126   |
| 3     | Roland Mark Schoeman  | Afrique du Sud | -                | 5                | 10               | 5                | 20               | 2                | 32               | 74    |
| 4     | Peter Marshall        | États-Unis     | -                | 16               | 3                | -                | 2                | -                | 26               | 47    |
| 5     | Naoya Tomita          | Japon          | -                | 13               | 7                | 16               | -                | -                | -                | 36    |
| 6     | Henrique Rodrigues    | Brésil         | 20               | -                | -                | -                | -                | -                | 6                | 26    |
| 7     | Takeshi Matsuda       | Japon          | -                | -                | -                | 25               | -                | -                | -                | 25    |
| 8     | Cameron van der Burgh | Afrique du Sud | -                | 10               | 13               | -                | -                | -                | -                | 23    |
| 9     | Markus Rogan          | Autriche       | -                | -                | -                | 20               | -                | -                | -                | 20    |
| 10    | Brian Johns           | Canada         | -                | -                | 20               | -                | -                | -                | -                | 20    |

### Femmes
| Place | Nom                 | Nationalité | Points attribués | Points attribués | Points attribués | Points attribués | Points attribués | Points attribués | Points attribués | Total |
| Place | Nom                 | Nationalité | RIO              | PEK              | SIN              | TOK              | BER              | MOS              | STO              | Total |
| ----- | ------------------- | ----------- | ---------------- | ---------------- | ---------------- | ---------------- | ---------------- | ---------------- | ---------------- | ----- |
| 1     | Therese Alshammar   | Suède       | 25               | 5                | 25               | 25               | 16               | 16               | 50               | 162   |
| 2     | Julia Smit          | États-Unis  | -                | 10               | 20               | 20               | 13               | 25               | 40               | 128   |
| 3     | Hinkelien Schreuder | Pays-Bas    | 10               | 3                | 13               | 1                | 10               | 13               | 10               | 60    |
| 4     | Dana Vollmer        | États-Unis  | -                | -                | -                | -                | 25               | -                | 20               | 45    |
| 5     | Angie Bainbridge    | Australie   | -                | -                | -                | -                | 7                | 26               | -                | 33    |
| 6     | Camille Muffat      | France      | -                | -                | -                | -                | -                | -                | 32               | 32    |
| 7     | Elaine Breeden      | États-Unis  | -                | 2                | 3                | 10               | -                | 7                | 6                | 28    |
| 8     | Gao Chang           | Chine       | -                | 25               | -                | -                | -                | -                | -                | 25    |
| 9     | Femke Heemskerk     | Pays-Bas    | -                | -                | -                | -                | 20               | -                | -                | 20    |
| 8     | Liu Jing            | Chine       | -                | 20               | -                | -                | -                | -                | -                | 20    |

## Vainqueurs par épreuve

### 50mnage libre
| Étapes         | Hommes          | Hommes  |                     | Femmes  | Femmes |
| Étapes         | Vainqueur       | Temps   | Vainqueur           | Temps   |        |
| Rio de Janeiro | César Cielo     | 21 s 16 | Therese Alshammar   | 24 s 46 |        |
| Pékin          | Roland Schoeman | 21 s 47 | Therese Alshammar   | 24 s 04 |        |
| Singapour      | Steffen Deibler | 21 s 41 | Hinkelien Schreuder | 23 s 98 |        |
| Tokyo          | Kyle Richardson | 21 s 42 | Hinkelien Schreuder | 24 s 09 |        |
| Berlin         | Roland Schoeman | 21 s 01 | Hinkelien Schreuder | 24 s 06 |        |
| Moscou         | Roland Schoeman | 21 s 50 | Hinkelien Schreuder | 24 s 39 |        |
| Stockholm      | Roland Schoeman | 21 s 30 | Hinkelien Schreuder | 23 s 91 |        |

### 100mnage libre
| Étapes         | Hommes          | Hommes  |                       | Femmes  | Femmes |
| Étapes         | Vainqueur       | Temps   | Vainqueur             | Temps   |        |
| Rio de Janeiro | César Cielo     | 47 s 16 | Tatiana Lemos Barbosa | 54 s 20 |        |
| Pékin          | Lyndon Ferns    | 47 s 70 | Ye Shiwen             | 53 s 66 |        |
| Singapour      | Kyle Richardson | 47 s 40 | Kotuku Ngawati        | 53 s 55 |        |
| Tokyo          | Kyle Richardson | 47 s 26 | Marieke Guehrer       | 53 s 17 |        |
| Berlin         | Steffen Deibler | 46 s 69 | Femke Heemskerk       | 51 s 96 |        |
| Moscou         | Lyndon Ferns    | 47 s 46 | Jeanette Ottesen      | 53 s 63 |        |
| Stockholm      | Stefan Nystrand | 47 s 07 | Sarah Sjöström        | 53 s 13 |        |

### 200mnage libre
| Étapes         | Hommes          | Hommes        |                       | Femmes             | Femmes |
| Étapes         | Vainqueur       | Temps         | Vainqueur             | Temps              |        |
| Rio de Janeiro | Thiago Pereira  | 1 min 45 s 28 | Tatiana Lemos Barbosa | 1 min 58 s 08      |        |
| Pékin          | Darian Townsend | 1 min 44 s 27 | Zhu Qianwei           | 1 min 54 s 32      |        |
| Singapour      | Darian Townsend | 1 min 44 s 30 | Zhang Jiaqi           | 1 min 56 s 95      |        |
| Tokyo          | Takeshi Matsuda | 1 min 43 s 93 | Haruka Ueda           | 1 min 54 s 43      |        |
| Berlin         | Paul Biedermann | 1 min 44 s 36 | Femke Heemskerk       | 1 min 52 s 42 (RC) |        |
| Moscou         | Danila Izotov   | 1 min 42 s 77 | Veronika Popova       | 1 min 55 s 25      |        |
| Stockholm      | Paul Biedermann | 1 min 43 s 03 | Camille Muffat        | 1 min 53 s 74      |        |

### 400mnage libre
| Étapes         | Hommes           | Hommes        |                  | Femmes        | Femmes |
| Étapes         | Vainqueur        | Temps         | Vainqueur        | Temps         |        |
| Rio de Janeiro | Kenichi Doki     | 3 min 47 s 20 | Sakiko Nakamura  | 4 min 06 s 73 |        |
| Pékin          | Zhang Zhongchao  | 3 min 46 s 00 | Liu Jing         | 4 min 00 s 55 |        |
| Singapour      | Dominik Meichtry | 3 min 44 s 32 | Melissa Ingram   | 4 min 05 s 91 |        |
| Tokyo          | Syou Uchida      | 3 min 43 s 38 | Haruka Ueda      | 4 min 06 s 57 |        |
| Berlin         | Paul Biedermann  | 3 min 42 s 31 | Angie Bainbridge | 4 min 02 s 82 |        |
| Moscou         | Pál Joensen      | 3 min 45 s 56 | Elena Sokolova   | 4 min 07 s 44 |        |
| Stockholm      | Paul Biedermann  | 3 min 41 s 27 | Camille Muffat   | 4 min 01 s 18 |        |

### 1 500m (homme) &800m(femme) nage libre
| Étapes         | Hommes            | Hommes         |                     | Femmes        | Femmes |
| Étapes         | Vainqueur         | Temps          | Vainqueur           | Temps         |        |
| Rio de Janeiro | Lucas Kanieski    | 14 min 53 s 19 | Sakiko Nakamura     | 8 min 27 s 53 |        |
| Pékin          | Zhang Zibin       | 15 min 05 s 59 | Ren Luomeng         | 8 min 28 s 41 |        |
| Singapour      | Lucas Kanieski    | 14 min 45 s 65 | Jessica Pengelly    | 8 min 30 s 22 |        |
| Tokyo          | Sho Uchida        | 14 min 54 s 38 | Maiko Fujino        | 8 min 26 s 24 |        |
| Berlin         | Job Kienhuis      | 14 min 40 s 11 | Kristel Köbrich     | 8 min 21 s 66 |        |
| Moscou         | Pál Joensen       | 14 min 50 s 66 | Elizaveta Gorshkova | 8 min 29 s 42 |        |
| Stockholm      | Sébastien Rouault | 14 min 37 s 94 | Lotte Friis         | 8 min 20 s 66 |        |

### 50mdos
| Étapes         | Hommes           | Hommes  |                 | Femmes  | Femmes |
| Étapes         | Vainqueur        | Temps   | Vainqueur       | Temps   |        |
| Rio de Janeiro | Randall Bal      | 23 s 46 | Miyuki Takemura | 27 s 12 |        |
| Pékin          | Peter Marshall   | 23 s 38 | Gao Chang       | 26 s 00 |        |
| Singapour      | Peter Marshall   | 23 s 57 | Rachel Goh      | 26 s 64 |        |
| Tokyo          | Junya Koga       | 23 s 58 | Aya Terakawa    | 26 s 66 |        |
| Berlin         | Peter Marshall   | 23 s 44 | Belinda Hocking | 26 s 99 |        |
| Moscou         | Stanislav Donets | 23 s 75 | Anastasia Zueva | 27 s 20 |        |
| Stockholm      | Peter Marshall   | 23 s 35 | Belinda Hocking | 27 s 42 |        |

### 100mdos
| Étapes         | Hommes           | Hommes  |                  | Femmes  | Femmes |
| Étapes         | Vainqueur        | Temps   | Vainqueur        | Temps   |        |
| Rio de Janeiro | Guilherme Guido  | 51 s 44 | Miyuki Takemura  | 58 s 01 |        |
| Pékin          | Guilherme Guido  | 50 s 90 | Gao Chang        | 57 s 45 |        |
| Singapour      | Guilherme Guido  | 51 s 16 | Natalie Coughlin | 57 s 78 |        |
| Tokyo          | Peter Marshall   | 50 s 94 | Aya Terakawa     | 56 s 90 |        |
| Berlin         | Randall Bal      | 51 s 34 | Femke Heemskerk  | 57 s 72 |        |
| Moscou         | Stanislav Donets | 50 s 87 | Daryna Zevina    | 58 s 92 |        |
| Stockholm      | Peter Marshall   | 50 s 79 | Belinda Hocking  | 58 s 18 |        |

### 200mdos
| Étapes         | Hommes            | Hommes        |                      | Femmes        | Femmes |
| Étapes         | Vainqueur         | Temps         | Vainqueur            | Temps         |        |
| Rio de Janeiro | Arkady Vyatchanin | 1 min 51 s 92 | Miyuki Takemura      | 2 min 06 s 24 |        |
| Pékin          | Arkady Vyatchanin | 1 min 52 s 42 | Julia Elizabeth Smit | 2 min 06 s 29 |        |
| Singapour      | Arkady Vyatchanin | 1 min 52 s 99 | Melissa Ingram       | 2 min 03 s 99 |        |
| Tokyo          | Ryōsuke Irie      | 1 min 50 s 58 | Aya Terakawa         | 2 min 03 s 62 |        |
| Berlin         | Arkady Vyatchanin | 1 min 49 s 48 | Belinda Hocking      | 2 min 03 s 99 |        |
| Moscou         | Arkady Vyatchanin | 1 min 51 s 44 | Daryna Zevina        | 2 min 05 s 50 |        |
| Stockholm      | Arkady Vyatchanin | 1 min 51 s 78 | Belinda Hocking      | 2 min 03 s 43 |        |

### 50mbrasse
| Étapes         | Hommes                | Hommes  |                  | Femmes  | Femmes |
| Étapes         | Vainqueur             | Temps   | Vainqueur        | Temps   |        |
| Rio de Janeiro | Felipe Silva          | 26 s 56 | Joline Hoestman  | 31 s 38 |        |
| Pékin          | Cameron van der Burgh | 26 s 36 | Jennie Johansson | 30 s 68 |        |
| Singapour      | Cameron van der Burgh | 26 s 21 | Jessica Hardy    | 30 s 35 |        |
| Tokyo          | Roland Schoeman       | 26 s 42 | Jennie Johansson | 30 s 47 |        |
| Berlin         | Roland Schoeman       | 26 s 09 | Yuliya Efimova   | 30 s 16 |        |
| Moscou         | Roland Schoeman       | 26 s 48 | Yuliya Efimova   | 30 s 28 |        |
| Stockholm      | Roland Schoeman       | 26 s 34 | Jennie Johansson | 30 s 10 |        |

### 100mbrasse
| Étapes         | Hommes                | Hommes  |                  | Femmes        | Femmes |
| Étapes         | Vainqueur             | Temps   | Vainqueur        | Temps         |        |
| Rio de Janeiro | Felipe Silva          | 57 s 64 | Joline Höstman   | 1 min 07 s 44 |        |
| Pékin          | Cameron van der Burgh | 57 s 75 | Sun Ye           | 1 min 06 s 18 |        |
| Singapour      | Cameron van der Burgh | 57 s 82 | Jessica Hardy    | 1 min 06 s 49 |        |
| Tokyo          | Ryo Tateishi          | 57 s 43 | Jessica Hardy    | 1 min 05 s 85 |        |
| Berlin         | Stanislav Lakhtyukhov | 58 s 47 | Yuliya Efimova   | 1 min 05 s 54 |        |
| Moscou         | Stanislav Lakhtyukhov | 58 s 92 | Yuliya Efimova   | 1 min 06 s 50 |        |
| Stockholm      | Stanislav Lakhtyukhov | 58 s 79 | Jennie Johansson | 1 min 05 s 64 |        |

### 200mbrasse
| Étapes         | Hommes             | Hommes        |                        | Femmes        | Femmes |
| Étapes         | Vainqueur          | Temps         | Vainqueur              | Temps         |        |
| Rio de Janeiro | Kazuki Otsuka      | 2 min 05 s 60 | Joline Hoestman        | 2 min 26 s 51 |        |
| Pékin          | Naoya Tomita       | 2 min 05 s 30 | Sun Ye                 | 2 min 21 s 80 |        |
| Singapour      | Naoya Tomita       | 2 min 05 s 43 | Nanaka Tamura          | 2 min 22 s 74 |        |
| Tokyo          | Naoya Tomita       | 2 min 03 s 18 | Rie Kaneto             | 2 min 20 s 83 |        |
| Berlin         | Grigory Falko      | 2 min 06 s 73 | Sally Foster           | 2 min 20 s 82 |        |
| Moscou         | Maksim Shcherbakov | 2 min 07 s 37 | Keiko Fukudome         | 2 min 23 s 37 |        |
| Stockholm      | Anton Lobanov      | 2 min 06 s 85 | Rikke Moeller Pedersen | 2 min 20 s 39 |        |

### 50mpapillon
| Étapes         | Hommes           | Hommes  |                   | Femmes  | Femmes |
| Étapes         | Vainqueur        | Temps   | Vainqueur         | Temps   |        |
| Rio de Janeiro | Steffen Deibler  | 22 s 49 | Therese Alshammar | 25 s 35 |        |
| Pékin          | Roland Schoeman  | 22 s 72 | Therese Alshammar | 25 s 48 |        |
| Singapour      | Roland Schoeman  | 22 s 65 | Therese Alshammar | 25 s 24 |        |
| Tokyo          | Roland Schoeman  | 22 s 56 | Therese Alshammar | 25 s 27 |        |
| Berlin         | Roland Schoeman  | 22 s 39 | Therese Alshammar | 25 s 28 |        |
| Moscou         | Nikita Konovalov | 22 s 87 | Therese Alshammar | 25 s 43 |        |
| Stockholm      | Roland Schoeman  | 22 s 49 | Therese Alshammar | 25 s 30 |        |

### 100mpapillon
| Étapes         | Hommes             | Hommes  |                   | Femmes  | Femmes |
| Étapes         | Vainqueur          | Temps   | Vainqueur         | Temps   |        |
| Rio de Janeiro | Steffen Deibler    | 50 s 67 | Therese Alshammar | 57 s 04 |        |
| Pékin          | Kohei Kawamoto     | 50 s 78 | Therese Alshammar | 56 s 80 |        |
| Singapour      | Steffen Deibler    | 50 s 92 | Therese Alshammar | 56 s 32 |        |
| Tokyo          | Steffen Deibler    | 50 s 43 | Therese Alshammar | 56 s 12 |        |
| Berlin         | Evgeny Korotyshkin | 50 s 75 | Dana Vollmer      | 55 s 59 |        |
| Moscou         | Evgeny Korotyshkin | 50 s 99 | Therese Alshammar | 57 s 09 |        |
| Stockholm      | Lars Frölander     | 51 s 26 | Therese Alshammar | 55 s 53 |        |

### 200mpapillon
| Étapes         | Hommes             | Hommes        |                       | Femmes        | Femmes |
| Étapes         | Vainqueur          | Temps         | Vainqueur             | Temps         |        |
| Rio de Janeiro | Leonardo de Deus   | 1 min 53 s 78 | Joanna Maranhão Melo  | 2 min 09 s 72 |        |
| Pékin          | Thiago Pereira     | 1 min 56 s 21 | Elaine Swayer Breeden | 2 min 05 s 33 |        |
| Singapour      | Thiago Pereira     | 1 min 53 s 90 | Elaine Swayer Breeden | 2 min 05 s 44 |        |
| Tokyo          | Takeshi Matsuda    | 1 min 50 s 64 | Elaine Swayer Breeden | 2 min 04 s 54 |        |
| Berlin         | Frederico Castro   | 1 min 53 s 65 | Elaine Swayer Breeden | 2 min 05 s 38 |        |
| Moscou         | Pawel Korzeniowski | 1 min 53 s 91 | Elaine Swayer Breeden | 2 min 06 s 36 |        |
| Stockholm      | Dalya Seto         | 1 min 53 s 57 | Elaine Swayer Breeden | 2 min 04 s 26 |        |

### 100m4 nages
| Étapes         | Hommes          | Hommes  |                     | Femmes        | Femmes |
| Étapes         | Vainqueur       | Temps   | Vainqueur           | Temps         |        |
| Rio de Janeiro | Thiago Pereira  | 52 s 35 | Hinkelien Schreuder | 1 min 00 s 65 |        |
| Pékin          | Darian Townsend | 53 s 27 | Hinkelien Schreuder | 59 s 80       |        |
| Singapour      | Thiago Pereira  | 52 s 73 | Julia Smit          | 1 min 00 s 27 |        |
| Tokyo          | Thiago Pereira  | 52 s 84 | Tomoko Hagiwara     | 59 s 94       |        |
| Berlin         | Markus Deibler  | 52 s 17 | Hinkelien Schreuder | 59 s 29       |        |
| Moscou         | Thiago Pereira  | 53 s 12 | Hinkelien Schreuder | 1 min 00 s 17 |        |
| Stockholm      | Sergey Fesikov  | 52 s 81 | Hinkelien Schreuder | 59 s 70       |        |

### 200m4 nages
| Étapes         | Hommes          | Hommes        |                      | Femmes        | Femmes |
| Étapes         | Vainqueur       | Temps         | Vainqueur            | Temps         |        |
| Rio de Janeiro | Thiago Pereira  | 1 min 52 s 72 | Joanna Maranhão Melo | 2 min 12 s 56 |        |
| Pékin          | Thiago Pereira  | 1 min 54 s 21 | Ye Shiwen            | 2 min 08 s 87 |        |
| Singapour      | Thiago Pereira  | 1 min 53 s 45 | Julia Smit           | 2 min 08 s 14 |        |
| Tokyo          | Markus Rogan    | 1 min 53 s 85 | Julia Smit           | 2 min 08 s 05 |        |
| Berlin         | Thiago Pereira  | 1 min 52 s 81 | Julia Smit           | 2 min 07 s 64 |        |
| Moscou         | Thiago Pereira  | 1 min 54 s 26 | Julia Smit           | 2 min 08 s 56 |        |
| Stockholm      | Darian Townsend | 1 min 54 s 47 | Julia Smit           | 2 min 07 s 17 |        |

### 400m4 nages
| Étapes         | Hommes         | Hommes        |                      | Femmes        | Femmes |
| Étapes         | Vainqueur      | Temps         | Vainqueur            | Temps         |        |
| Rio de Janeiro | Thiago Pereira | 4 min 06 s 47 | Joanna Maranhão Melo | 4 min 40 s 20 |        |
| Pékin          | Thiago Pereira | 4 min 14 s 03 | Ye Shiwen            | 4 min 28 s 67 |        |
| Singapour      | Thiago Pereira | 4 min 02 s 82 | Julia Smit           | 4 min 28 s 72 |        |
| Tokyo          | Thiago Pereira | 4 min 04 s 03 | Julia Smit           | 4 min 27 s 70 |        |
| Berlin         | Thiago Pereira | 4 min 02 s 83 | Julia Smit           | 4 min 29 s 09 |        |
| Moscou         | Thiago Pereira | 4 min 07 s 06 | Julia Smit           | 4 min 31 s 45 |        |
| Stockholm      | Thiago Pereira | 4 min 04 s 62 | Julia Smit           | 4 min 28 s 59 |        |

## Légendes
- RC : record de la Coupe du monde FINA
- RE : record d'Europe
- RM : record du monde